# Södra Hjälmevattnet
Södra Hjälmevattnet är en sjö i Munkedals kommun i Bohuslän och ingår i Örekilsälvens huvudavrinningsområde. Sjön är 3,5 meter djup, har en yta på 0,008 kvadratkilometer och befinner sig 150 meter över havet.